# Kötschach-Mauthen
Kötschach-Mauthen osztrák mezőváros Karintia Hermagori járásában. 2016 januárjában 3459 lakosa volt.

## Elhelyezkedése

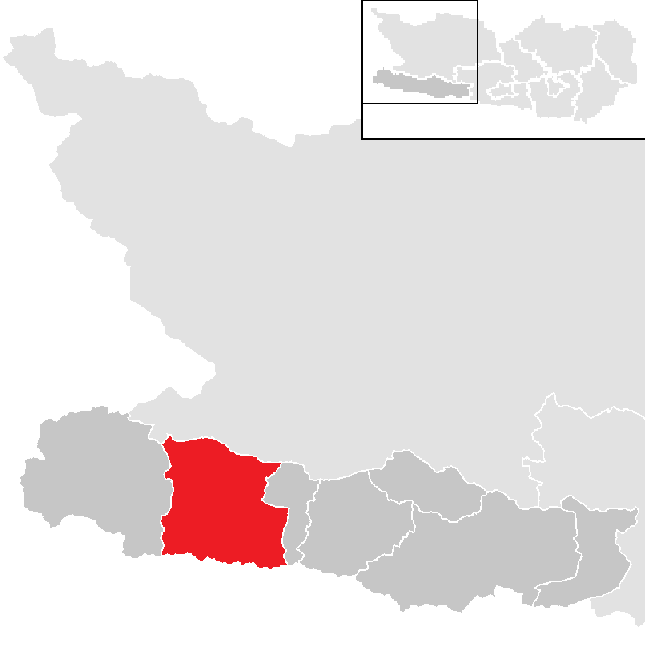
Kötschach-Mauthen a Hermagori járásban

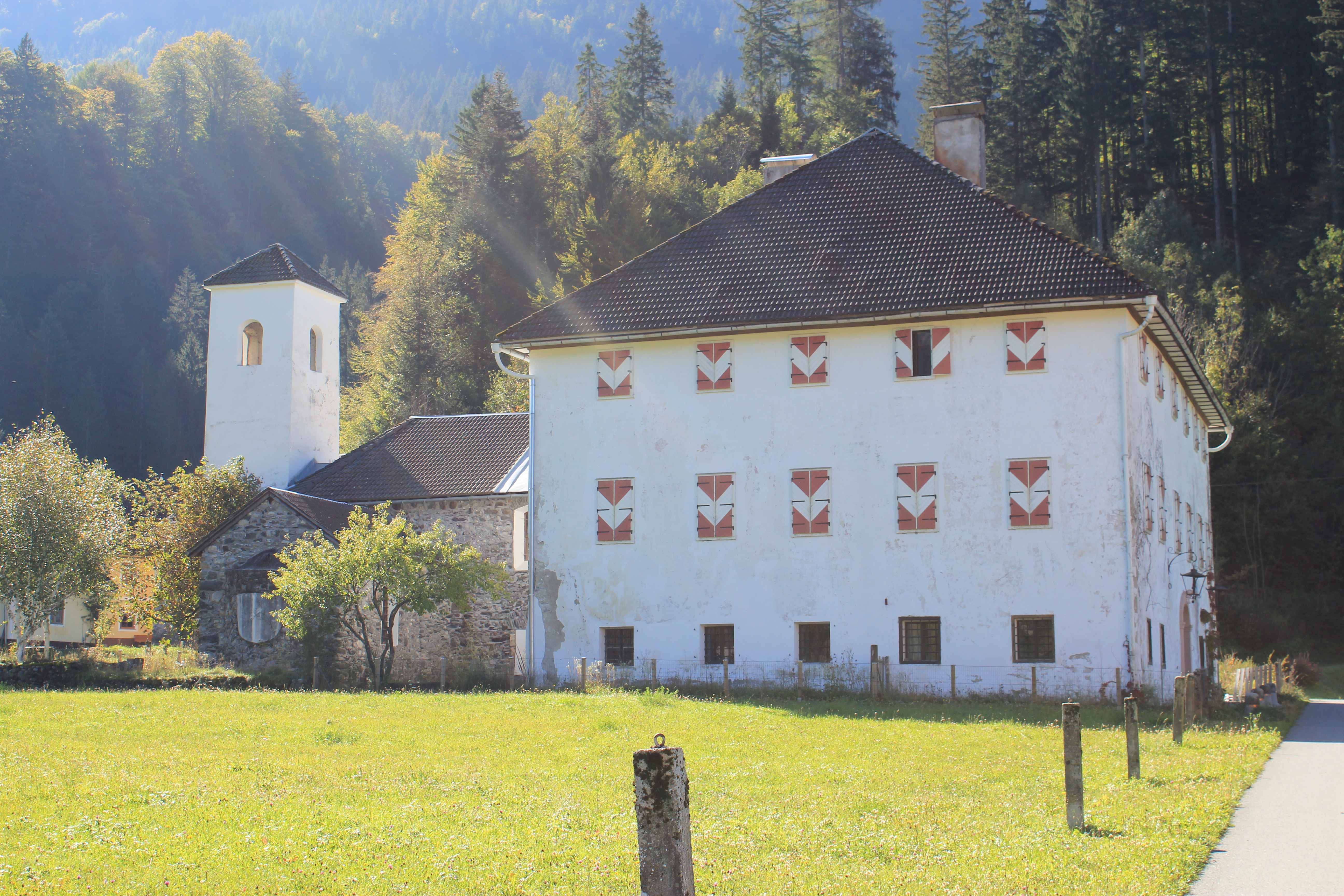
A weidenburgi kastély

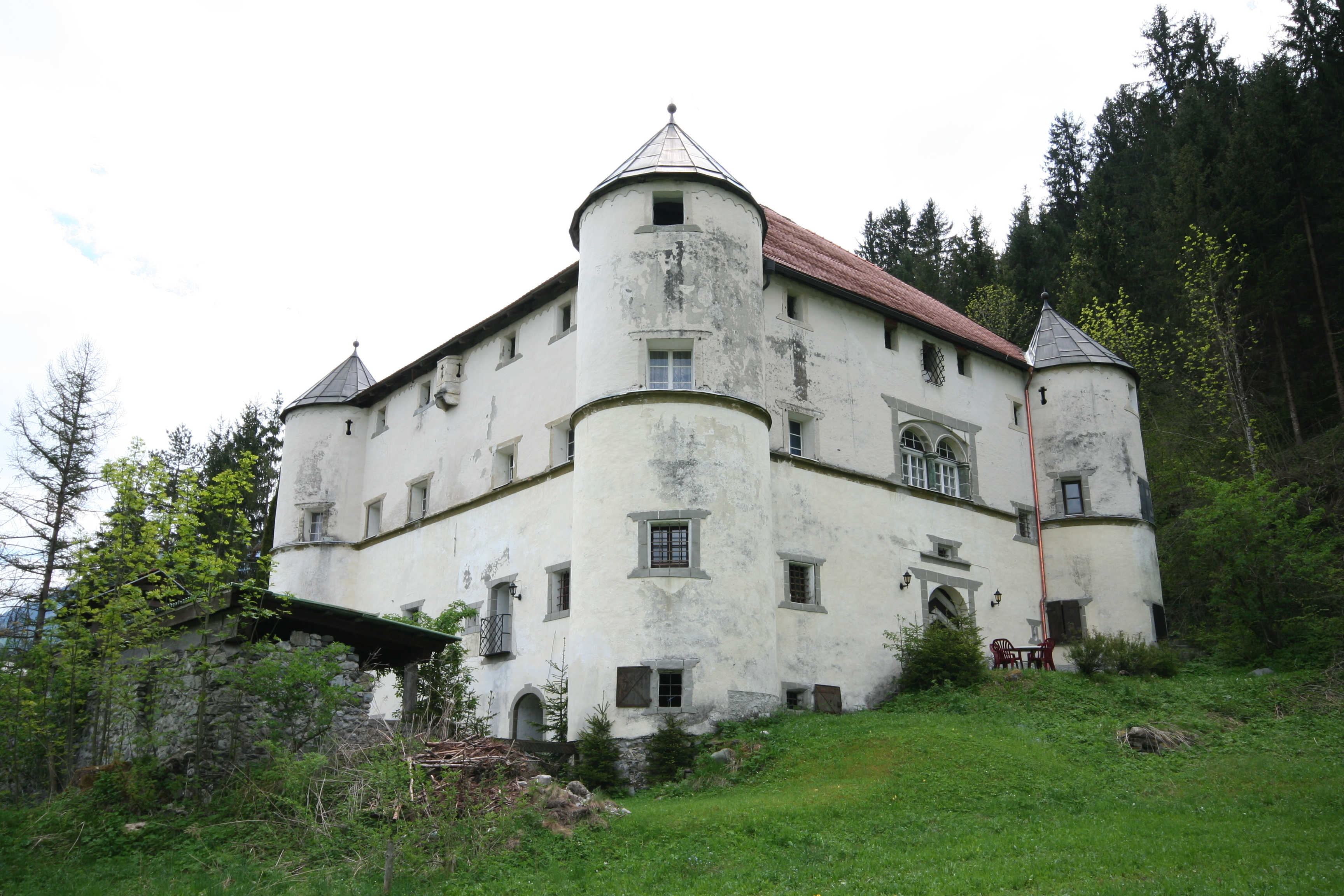
A Weildegg-várkastély

Kötschach-Mauthen Karintia délnyugati részen fekszik, közvetlenül az olasz határ mellett, a Gail folyó völgye és a Lesach-völgy találkozásánál. Észak felé a Gailberg-nyereg, délre a Plöcken-hágó vezet át a hegyeken. Az önkormányzat 4 katasztrális községből áll (Kötschach, Mauthen, Strajach és Würmlach), amelyek 31 falut és egyéb települést fognak össze. Ezek lakossága 1528 (Kötschach) és 0 (Plöcken) között változik.
A környező települések: nyugatra Lesachtal, északra Oberdrauburg, északkeletre Dellach im Drautal, keletre Dellach, délre Paularo és Paluzza (utóbbi kettő Olaszországban).

## Története
Az önkormányzat területe az i.e. 2. században már biztosan lakott volt. Würmlach mellett egy kőre írt venét nyelvű feliratot találtak, amely az Ausztriában talált legrégebbi írásos emlékek egyike. A Plöcken-hágón egy római út vezetett keresztül, mellette egy Loncium nevű településsel a mai Mauthen területén. Mauthen neve az ónémet "muta" (vám) szóból ered.
A középkor során a régió gazdaságát felvirágoztatta az arany, ezüst, ólom és vasérc bányászata; sorra jöttek létre a települések. Mauthent 1276-ban, Kötschachot 1308-ban említik először. A regionális törvényszéket már 1319-ben Mauthenben helyezték el, ami a település fontosságát bizonyítja.
1478 júniusában a törökök Omar ben Bekr vezetésével betörtek a Gail völgyébe és többek között Kötschachot is kifosztották és felégették. 1485-ben Pietro di Caorle püspök utazása közben átkelt a Plöcken-hágón és útitársa feljegyezte, hogy sokat emlegette "azt a szép Mauthent". 
1524. március 25-én V. Károly császár Mauthent mezővárosi rangra emelte és sebesült medvét ábrázoló címert adományozott neki. 1618-ban egy tűzvész nagy pusztítást okozott és a város dokumentumainak nagy része is megsemmisült. A 16. századtól a régió Ortenburg grófságához tartozott.
A napóleoni háborúk során 1809-ben a franciák megszállták a várost, a schönbrunni békét követően pedig egész Felső-Karintiát az Illír tartományokhoz csatolták. 1813-ban a régió visszakerült Ausztriához. 1823-ban akkora árvíz sújtotta Kötschachot, hogy a templomot is elöntötte a víz. 1886-ban és 1902-ben Kötschachban, 1903-ban pedig Mauthenben tombolt súlyos károkat okozó tűzvész.
Az első világháborúban Mauthen az olasz front mögötti fontos hadtápállomás volt, amelyet az olasz tüzérség 34 alkalommal lőtt. Az addig Hermagorig érő Gail-völgyi vasutat a hadsereg 1916-ban meghosszabbíttatta Mauthenig.
1930-ban Kötschach mezővárosi státuszt kapott.
Kötschach és Mauthen önkormányzata 1958-ban egyesült. Az 1973-as közigazgatási reform során területe a felső Gail-völgyben és az alsó Lesach-völgyben egyaránt kiterjedt.

## Lakosság
A kötschach-mautheni önkormányzat területén 2016 januárjában 3459 fő élt, ami visszaesést jelent a 2001-es 3613 lakoshoz képest. Akkor a helybeliek 95%-a volt osztrák, 1,2% német, 0,9%-a török állampolgár. 89,1% római katolikusnak, 6,6% evangélikusnak, 1,3% muszlimnak, 1,8% pedig felekezeten kívülinek vallotta magát.

## Látnivalók
- Pittersberg várának romjai
- Weidenburg várának romjai
- a mandorfi kastély
- a weidenburgi kastély

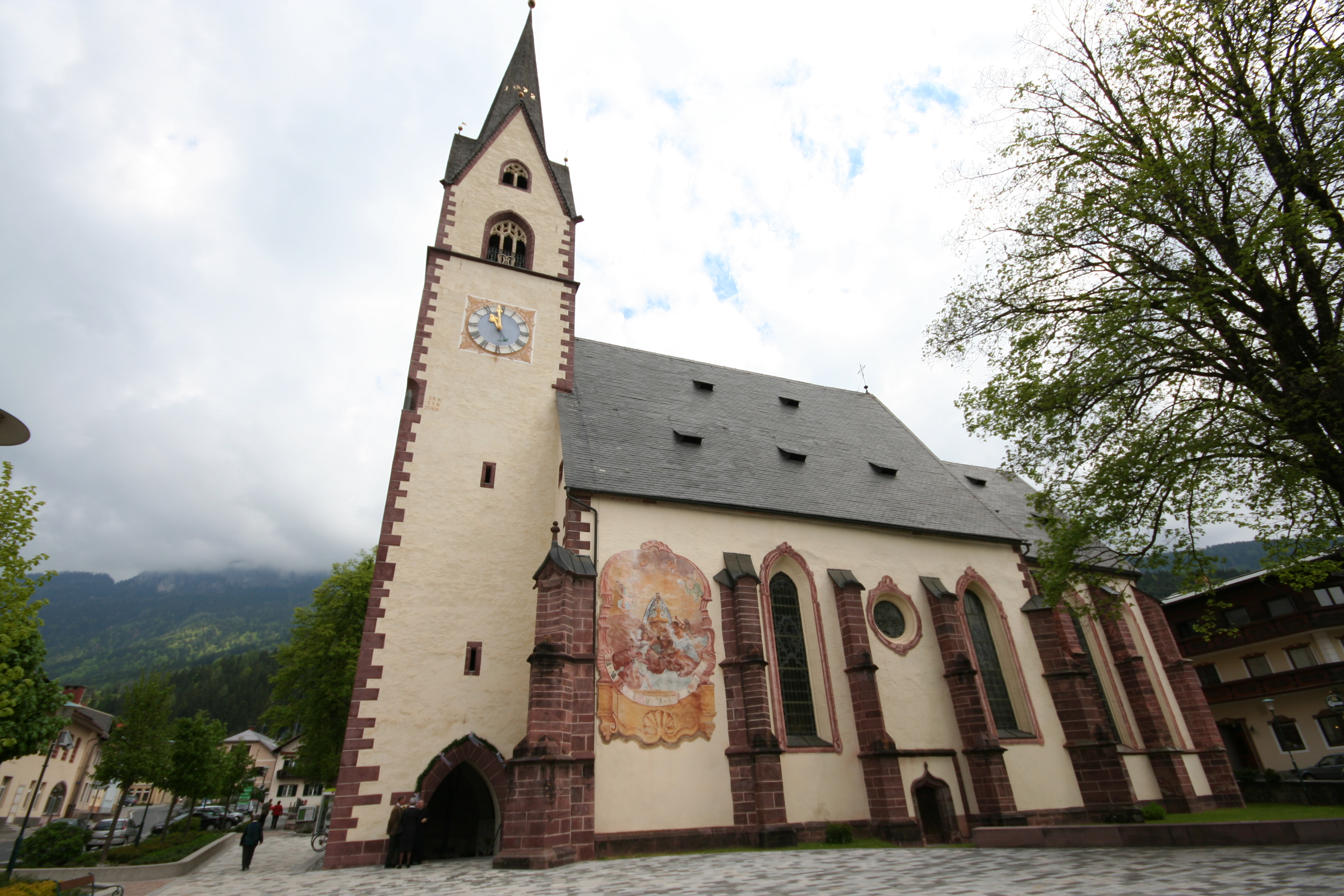
Kötschach plébániatemploma

- a würmlachi Weildegg-kastély. A reneszánsz várkastély a 16. században épült.
- a késő gótikus kötschachi plébániatemplom a mai formájában 1518-1927 között épült. Klasszicista főoltára 1833-ból való.
- Mauthen Szt. Jakab-plébániatemploma
- a városháza épületében első világháborús múzeum található
- Mussen természetvédelmi terület
- a Mautheni-szurdok

## Híres kötschach-mautheniek
- Josef Klaus (1910–2001) politikus, szövetségi kancellár
- Heimo Zobernig (1958-) művész

## Fordítás
- Ez a szócikk részben vagy egészben  a   Kötschach-Mauthen című német Wikipédia-szócikk ezen változatának fordításán alapul.  Az eredeti cikk szerkesztőit annak laptörténete sorolja fel. Ez a jelzés csupán a megfogalmazás eredetét és a szerzői jogokat jelzi, nem szolgál a cikkben szereplő információk forrásmegjelöléseként.